# Northcliffe Peak
Northcliffe Peak är en bergstopp i Antarktis. Den ligger i Östantarktis. Nya Zeeland gör anspråk på området. Toppen på Northcliffe Peak är 2 255 meter över havet, eller 291 meter över den omgivande terrängen. Bredden vid basen är 4,5 km.
Terrängen runt Northcliffe Peak är bergig åt nordost, men åt sydväst är den kuperad. Trakten är obefolkad. Det finns inga samhällen i närheten.